# Parque Metropolitano Cayetano Cañizares
El Parque Metropolitano Cayetano Cañizares se encuentra en la localidad de Kennedy en el sector III de Villa Nelly de Bogotá. El Parque fue conocido en sus inicios como el Parque Kennedy cuando contaba únicamente con juegos infantiles y unas canchas de tenis.
Este fue categorizado por el distrito de Bogotá como Metropolitano y ha sido restaurado, mejorado y ampliado hasta 11,5 héctares para una posterior reinauguración en 1998.
Hoy cuenta entre sus facilidades: Canchas de Baloncesto, Hockey, Futsal, Voleibol, Fútbol, Coliseo Cubierto, Espacio para practica de Bicicrós, BMX Dirt Jump, Patinódromo, Pista de Patinaje Artístico, Gimnasio de Boxeo, Zonas de Comidas, Parques Infantiles y Parqueaderos.